# Prestwichia multiciliata
Prestwichia multiciliata är en stekelart som beskrevs av Lin 1993. Prestwichia multiciliata ingår i släktet Prestwichia och familjen hårstrimsteklar. Inga underarter finns listade i Catalogue of Life.